# Стиглер (Оклахома)
Стиглер (англ. Stigler) — город и административный центр округа Хаскелл в американском штате Оклахома. По данным переписи населения США 2020 года, численность населения составляла 2703 человека.

## Население
| 2010 | 2020  |
| ---- | ----- |
| 2685 | ↗2703 |